# Artelida caligata
Artelida caligata är en skalbaggsart som beskrevs av Leon Fairmaire 1904. Artelida caligata ingår i släktet Artelida och familjen långhorningar.
Artens utbredningsområde är Madagaskar. Inga underarter finns listade.